# Flughafen Marabá

i8
i11
i13
Der Flughafen Marabá (portugiesisch: Aeroporto João Corrêa da Rocha; IATA-Code: MAB, ICAO-Code: SBMA) ist ein öffentlicher Flughafen 21 km von Marabá im brasilianischen Bundesstaat Pará entfernt.

## Flughafendaten
Der Flughafen hat eine Asphaltpiste mit 2000 m Länge und 45 m Breite. Er liegt auf einer Seehöhe von 109 m. Die Gesamtfläche des Flughafens beträgt 335 ha. Das Passagierterminal hat eine Fläche von 1756 m². Die Passagierkapazität beträgt 1,5 Mio. pro Jahr.

## Geschichte
Die erste Landebahn, die sich an der gleichen Stelle wie die jetzige befindet und 400 Meter lang war, wurde am 17. November 1935 mit der Landung der einmotorigen Waco CSOC-27 des Correio Aéreo Militar eingeweiht, die von Oberst Lysias Rodrigues gesteuert wurde.
In den 1940er Jahren betrieb Panair do Brasil die Strecke Belém – Cametã – Baião – Marabá – Imperatriz – Balsas – Floriano – Teresina – Parnaíba – Fortaleza und Cruzeiro do Sul die Strecke Parnaíba – Repartição – Teresina – Floriano – Benedito Leite – Carolina (Maranhão) – Imperatriz – Marabá – Baião – Cametá – Belém. 1946 wurde die Landebahn verstärkt und wurde auf 1200 m erweitert, wobei der Landeplatz von der brasilianischen Luftwaffe (Força Aérea Brasileira – FAB) verwaltet wurde. In den 1950er Jahren war AeroNorte an der Reihe, zwei Strecken am Flughafen zu eröffnen: Fortaleza – Crateús – Caxias – Grajaú – Tocantinópolis – Marabá – Belém und Fortaleza – Marabá – Belém.
Im Jahr 1966/67 wurde die Landebahn von der Flughafenkommission der Amazonasregion (COMARA) auf 2000 m erweitert und asphaltiert. Das Flugzeugparkvorfeld und der Rollweg wurden 1973 an der gleichen Stelle wie der heutige Flughafen gebaut. Mit den gemeinsamen Anstrengungen der brasilianischen Luftwaffe und der Amazon Development Superintendence (SUDAM) wurden 1978 das Vorfeld und die Start- und Landebahn renoviert, um den Flugplatz zu erweitern und den Betrieb von Düsenflugzeugen wie Boeing 727 und 737 zu ermöglichen. Durch COMARA wurde auch ein Passagierterminal gebaut. Am 20. Mai 1978 wurde der heutige Flughafen Marabá eröffnet und am 1. Oktober 1979 landete die erste Boeing 737-200 der Fluggesellschaft Varig in Marabá.
Infraero übernahm den Flughafen am 3. November 1980. Im Jahr 2001 wurde die Telekommunikationseinheit Marabá, UT-Marabá, des Amazon Surveillance System-SIVAM mit einer Fläche von ca. 48.056,50 m² südöstlich von Header 25 und gegenüber der Rua do Aeroporto gegründet.
Zu Ehren eines großen Geschäftsmannes und Journalisten, Gründer der Zeitung Notícias de Marabá, der sich für Anliegen der Gemeinschaft sowie das Wachstum und die Entwicklung der Region einsetzte, wurde der Flughafen Marabá im April 2010 nach João Corrêa da Rocha benannt.
Das spanische Infrastrukturunternehmen Aena erwarb die Konzession für den Betrieb des Flughafens in einer Auktion am 18. August 2022.

## Flugbetrieb
Im Jahre 2020 wurden 168.664 Passagiere transportiert.
LATAM Airlines Brasil, Azul Linhas Aéreas und Gol Linhas Aéreas sind die wichtigsten Fluggesellschaften, ⁣⁣die den Flughafen bedienen.